# Bourj Hammoud
Bourj Hammoud (oder Burj Hammud; arabisch برج حمود Burdsch Hammud, DMG Burǧ Ḥammūd; armenisch Պուրճ Համուտ) ist eine libanesische Gemeinde im Distrikt Metn im Gouvernement Libanonberg. Sie liegt östlich von Beirut und südlich von Antelias, neben dem Beiruter Frachthafen.
Der Beiruter Vorort wird auch als das „Herz der Armenier“ im Libanon genannt. Die Einwohner des Stadtteils sind überwiegend Armenier und Nachkommen von Überlebenden der Todesmärsche in Anatolien infolge des Völkermordes an den Armeniern.
Bourj Hammoud ist ein populäres libanesisches Einkaufsviertel für Textilien, Schmuck, Inneneinrichtungen und Feinmehlspeisen, mit Straßenzügen (Fußgängerzone), die fast europäisch wirken. Die meisten Straßen sind nach armenischen Städten benannt (Jerewan), Flüssen (Arax), oder nach früher von Armeniern besiedelten Orten in der heutigen Türkei (Marasch, Sis). Die Beschilderung der Geschäfte ist meist mehrsprachig (armenisch, arabisch, französisch oder englisch). In den Geschäften wird auch in diesen Sprachen bedient. Der lokale Dialekt ist Westarmenisch. An Bourj Hammoud grenzend liegt Dora, ein Verkehrsknotenpunkt (an der Tripoli-Beirut Trasse) und ein Hub für Busse und Taxis.

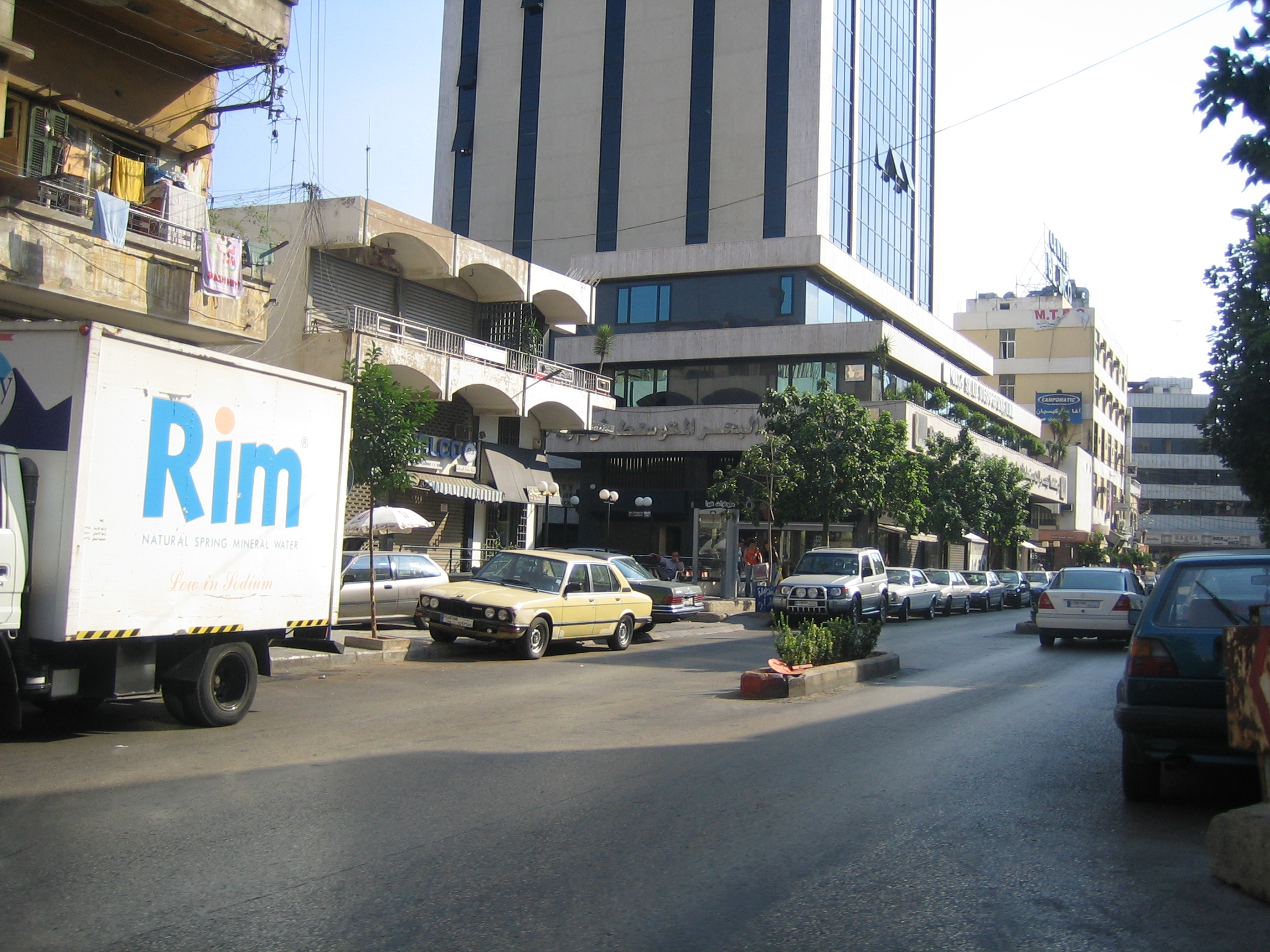
Stadtmeile

## Geschichte
Der Stadtteil wurde ab den 1920er Jahren bebaut und von armenischen Flüchtlingen besiedelt. Viele Gebäude stammen aus den 1950er Jahren. Die Armenier werden im Libanon seit dem Jahre 1922 durch Abgeordnete im Parlament repräsentiert. Der Stadtteil Bourj Hammoud war erstmals 1953 ein eigener Wahlkreis. Zuvor gehörte er zum Wahlkreis Libanongebirge. Aktuell gehört Bourj Hammoud zum Wahlkreis Metn. Seit einigen Jahrzehnten wandern viele Armenier nach Nordamerika aus. Dennoch war der Stadtteil während des libanesischen Bürgerkrieges von den Kämpfen fast unberührt. Neben dem Viertel lag ein mehrheitlich von schiitischer Bevölkerung bewohntes Armenviertel. Dessen Bewohner, unter ihnen auch Hassan Nasrallah, zogen während des Bürgerkrieges, wegen der Insellage in einem christlichen Gebiet, in den Süden Beiruts.
Am 24. April jeden Jahres wird im Libanon und speziell in Bourj Hammoud der Gedenktag Mez Jeghern („Großes Blutbad“) zur Erinnerung an den Völkermord an den Armeniern mit Gottesdiensten und anderen Veranstaltungen begangen.

## Sehenswürdigkeiten
Kirchen:

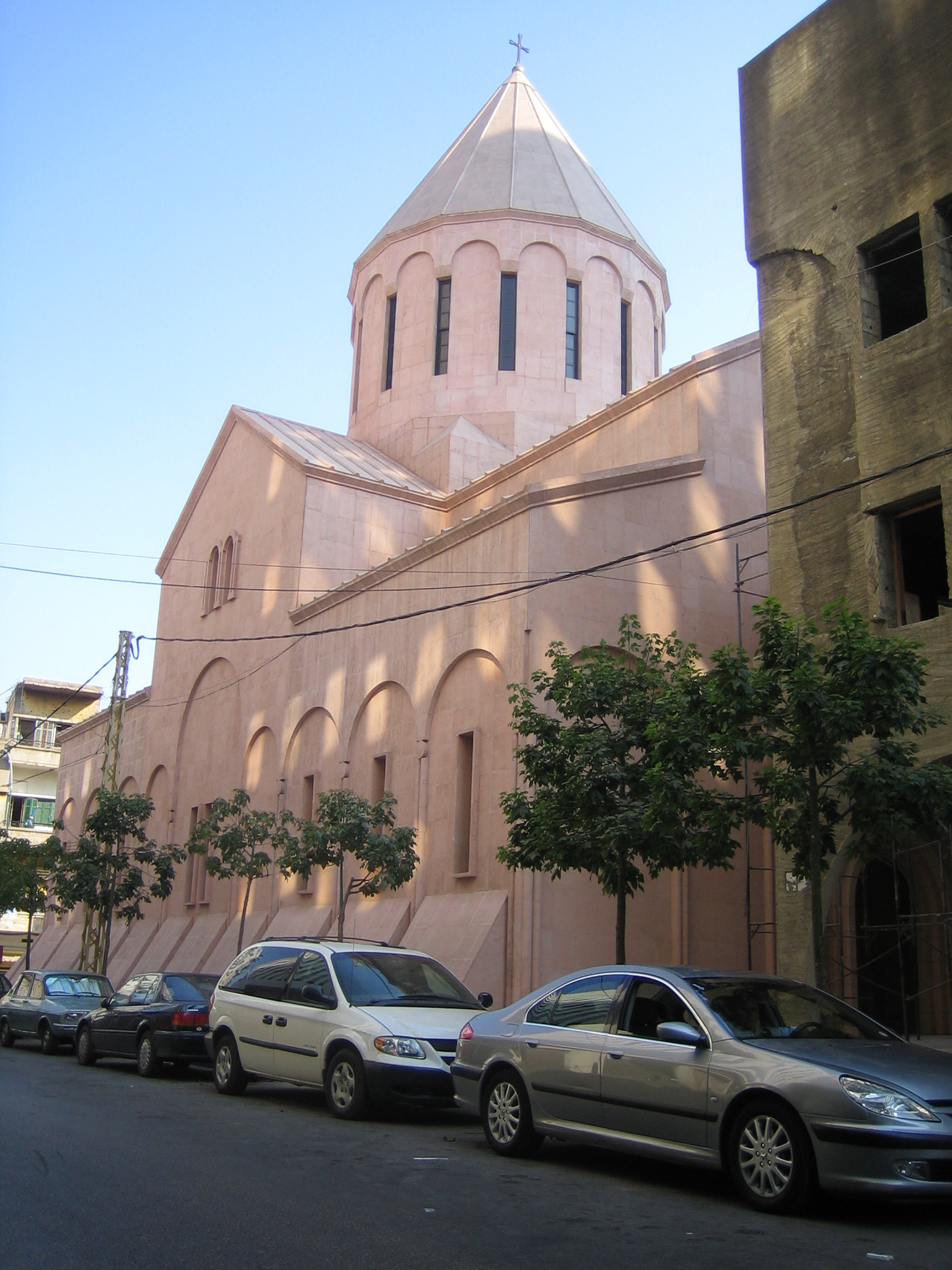
St.-Vartan-Kirche

- Karasoub Manoug (Armenisch-Apostolische Kirche)
- St. Joseph (Maronitisch)

## Persönlichkeiten
- Aram I. – Katholikos der Armenischen Kirche
- Pierre Chammassian – Stand-up-Komödiant
- Hassan Nasrallah – Generalsekretär der Hisbollah
- Karim Pakradouni – Rechtsanwalt und Minister
- Levon Ekmekdschian – Asala-Guerillero